# Wanyuan
Wanyuan (万源市S, WànyuánP) è una città-contea della Cina, situata nella provincia di Sichuan e amministrata dalla prefettura di Dazhou.